# Vlastimil Luka
Vlastimil Luka (Praga, 7 giugno 1920 – 8 dicembre 2012) è stato un calciatore e allenatore di calcio cecoslovacco, di ruolo difensore.

## Carriera

### Nazionale
Il 7 aprile 1946 esordì contro la Francia (3-0).

## Palmarès

### Giocatore

#### Competizioni nazionali
- Campionato cecoslovacco: 1

Slavia Praga: 1946-1947